# Oswaldo Osorio Canales
Oswaldo Osorio Canales (* 1938 oder 1939; † 8. Oktober 2010 in El Morro de Lechería, zwischen Barcelona (Venezuela) und Puerto La Cruz gelegen) war ein venezolanischer Politiker, Jurist und Immobilienunternehmer.
Sein Studium der Rechtswissenschaften an der Universidad Católica Andrés Bello in Caracas schloss er mit „summa cum laude“ ab. Anschließend war er als Lehrer für venezolanische Geschichte am Liceo Santiago de León tätig. Osorio, Mitglied des Movimiento Nacional Independiente, unterstützte die Kandidatur von Miguel Ángel Burelli Rivas bei den Präsidentschaftswahlen 1968 (die Rafael Caldera gewann). Später war er Abgeordneter im Congreso de la República für die Frente Democrático Popular (FDP) und für die COPEI.
Osorio gründete die Organisation Negro Primero und verfasste fast 50 Jahre lang die Kolumne A Pleno Sol y Sin Bozal.
| Personendaten    | Personendaten                                     |
| ---------------- | ------------------------------------------------- |
| NAME             | Osorio Canales, Oswaldo                           |
| KURZBESCHREIBUNG | venezolanischer Politiker, Unternehmer und Jurist |
| GEBURTSDATUM     | 1938 oder 1939                                    |
| STERBEDATUM      | 8. Oktober 2010                                   |
| STERBEORT        | El Morro de Lechería                              |